# 빌메르겐
빌메르겐(독일어: Villmergen)은 스위스 아르가우주의 브렘가르텐구에 있는 자치체이다. 두 번의 유명한 전투가 빌메르겐에서 벌어졌다. 2010년 힐피콘은 빌메르겐에 합병되었다.

## 역사
이 지역은 기원전 500년에서 58년 사이에 처음 정착되었지만, 그 정착에 대한 기록과 증거는 거의 남아 있지 않다. 로마 시대에는 적어도 두 개의 별장이 있었는데 하나는 하이덴휘벨에, 다른 하나는 슈바르츠할데에 있었다. 현대 마을에 대한 첫 번째 언급은 1185년에 빌마링겐(Vilmaringen)으로 기록되었다. 1273년에 키부르크 백작은 빌메르겐을 합스부르크 왕가에 팔았다. 1315년에 마을에서 키부르크성이 언급되었지만, 이 성에 대한 명확한 증거는 발견되지 않았다. 1927년에 광장 기초가 발견된 이래로 마을의 남서쪽 하이덴휘벨(Heidenhübel)에 있었을 가능성이 크다.
1337년에 마을 교회에 대한 후원권은 할빌의 기사 가문에 의해 유지되었다. 1425년, 교회에 대한 권리는 베네딕토회 무리 수도원으로 이전되었다. 1525년에서 1531년 사이에 종교 개혁이 마을에 들어섰지만, 인구의 대부분은 가톨릭을 유지했다. 1656년 1월 24일과 1712년 7월 24일에 다시 빌메르겐 전쟁과 토겐부르크 전쟁 (또는 빌메르겐 제2차 전쟁)이 마을 근처에서 벌어졌다. 두 전투 모두 개혁파와 가톨릭 스위스 주 사이에서 벌어졌다. 제2차 빌메르겐 전투에서 프로테스탄트의 승리는 스위스 연방의 가톨릭 헤게모니를 종식시켰고, 1847년까지 내전이 다시 발발할 때까지 더 이상의 갈등을 방지했다. 그해 존더분트 전쟁으로 연방주로 스위스가 형성되었다.
단명한 헬베티아 공화국에서 빌메르겐은 1798년 자르멘스토르프 지역의 일부였다. 5년 후, 중재법에 따라 브렘가르텐 지역의 일부가 되었다. 1841년에 지역 수도원은 세속화되었다. 존더분트 전쟁 동안, 지자체의 지역 민병대와 주정부 간의 전투였다. 전투는 7명이 사망하고, 1명이 부상당하는 것으로 끝났다.
2010년 1월 1일, 이전에 독립한 힐피콘 지자체가 빌메르겐으로 합병되어, 빌메르겐 지자체의 힐피콘 마을이 되었다.

## 지리

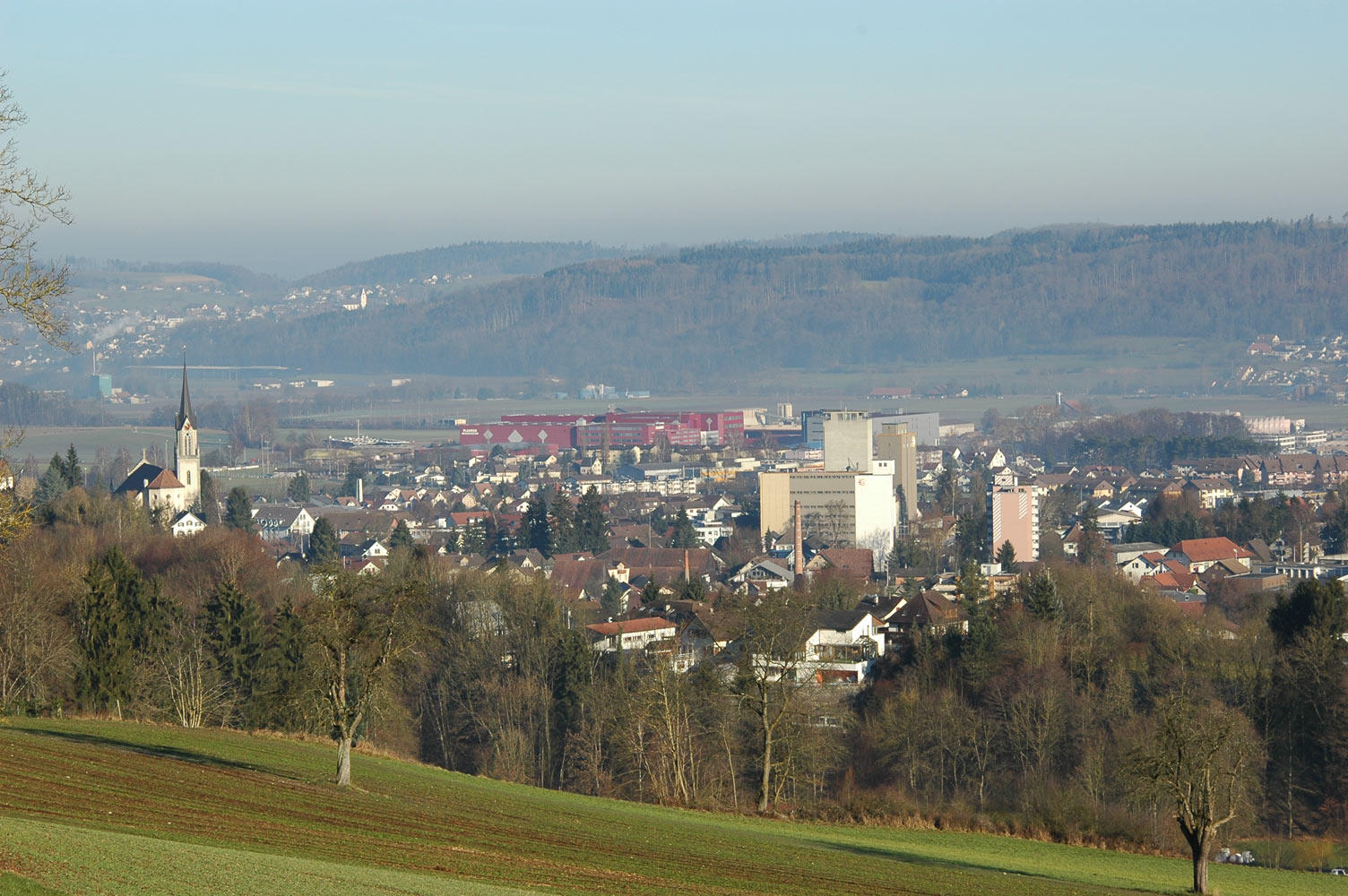
빌메르겐 파노라마

빌메르겐의 면적은 2006년 기준으로 10.2k㎡이다. 이 면적 중 41.6%가 농업용으로 사용되고, 35.9%가 산림이다. 나머지 토지 중 22.3%는 정착지(건물 또는 도로)이고, 나머지(0.2%)는 비생산적(강 또는 호수)이다.

## 인구통계
2020년 12월 31일 기준, 빌메르겐의 인구는 7,668명이다. 2008년 현재 전체 인구의 24.4%가 외국인이다. 1997년부터 2007년까지 지난 10년 동안 인구는 6.1%의 비율로 변화했다. 2000년 기준, 인구 대부분인 독일어(86.1%)를 사용하며, 이탈리아어가 두 번째로 많이 사용(5.7%)되고, 알바니아어가 세 번째(1.4%)로 사용된다.

2008년 현재 빌메르겐의 연령 분포는 다음과 같다. 573명의 어린이(인구의 10.4%)가 0~9세이고 644명(11.7%)이 10~19세이다. 성인 인구 중 770명(인구의 14.0%)이 20~29세이다. 803명(14.6%)은 30~39세, 961명(17.4%)은 40~49세, 756명(13.7%)은 50~59세이다. 고령자 분포는 495명(인구의 9.0%)이 60세 이상이다. 69세는 70~79세가 294명(5.3%), 80~89세가 189명(3.4%), 90세 이상이 23명(0.4%)이다.
2000년 기준 1인 또는 2인 가구는 161호, 3인 또는 4인 가구는 1,050호, 5인 이상 가구는 753호이다. 가구당 평균 인구는 2.47명이었다. 2008년에는 총 2,411가구 및 아파트 중 986가구(전체의 40.9%)가 있었다. 공실률 3.4%에 총 81채의 공실이 있었다. 2007년 기준 신규주택 건설률은 인구 1,000명당 3.2세대이다.
2007년 연방 선거에서 가장 인기 있는 정당은 40.2%의 득표율을 기록한 SVP였다. 다음으로 가장 인기 있는 세 정당은 FDP (20.6%), CVP (15.3%), SP (12%)였다.
빌메르겐에서는 인구의 약 67.4%(25-64세)가 비필수 고등교육 또는 추가 고등교육(대학 또는 응용학문대학)을 완료했다. 학령인구(2008/2009학년도 기준) 중 초등학교에 다니는 학생은 359명, 중등학교에 다니는 학생은 182명이다.

## 국가중요문화재
힐피콘 마을에 있는 힐피콘성과 예배당은 국가적으로 중요한 스위스 문화유산으로 등재되어 있다. 빌메르겐 고유 지역에는 국가적으로 중요한 세 곳의 유적지가 더 있다. 이러한 사이트는 다음과 같다. 반호프 거리 66번지에 있는 이전 발리 공장의 본관인 할데에 있는 농가와 키르히가세에 있는 가톨릭 교구 교회이다.

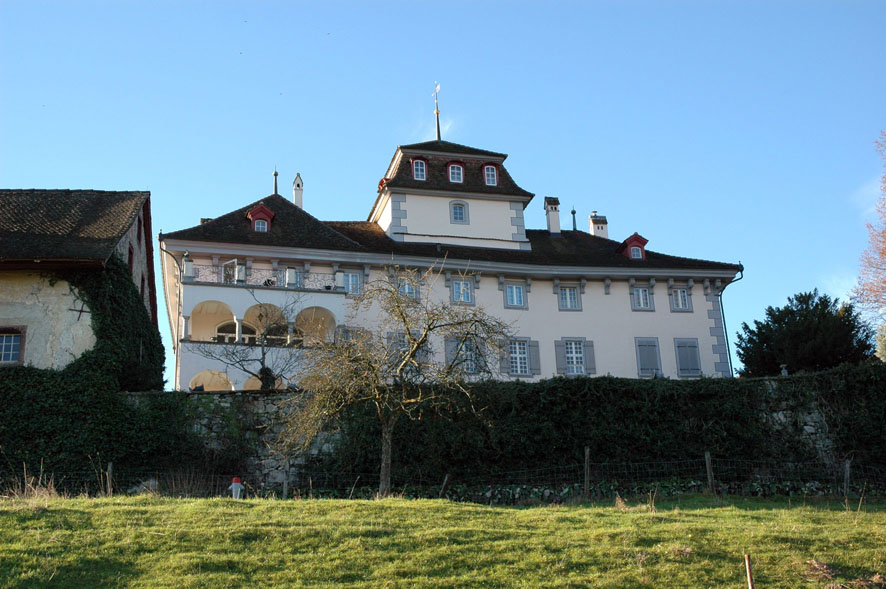
힐피콘 마을의 힐피콘성
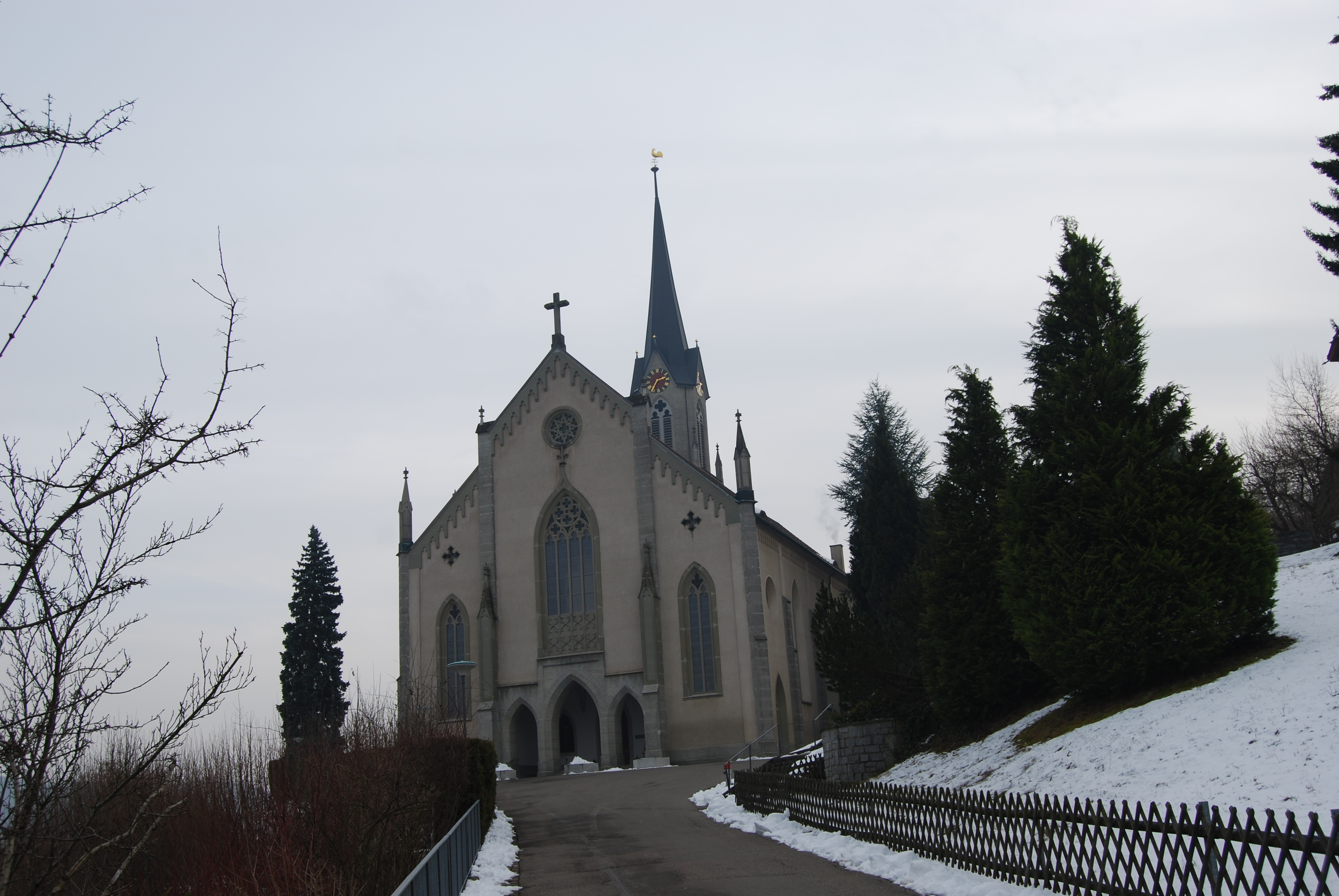
빌메르겐 가톨릭 교회

## 경제
2007년 기준으로 빌메르겐의 실업률은 2.14%였다. 2005년 기준으로 1차 경제 부문에 100명이 고용되어 있고 이 부문에 약 29개 기업이 참여하고 있다. 1,237명의 사람들이 2차 부문에 고용되어 있고 이 부문에 73개의 기업이 있다. 1,477명이 3차 부문에 고용되어 있으며 이 부문에는 167개의 기업이 있다.
2000년 기준으로 자치단체에 거주하는 근로자는 총 2,735명이었다. 이 중 1,985명 또는 약 72.6%의 거주자가 빌메르겐 외곽에서 일했고 1,336명이 일을 위해 시정촌으로 통근했다. 지자체에는 총 2,086개의 일자리(주당 최소 6시간)가 있었다. 근로 인구의 9.5%가 출퇴근을 위해 대중교통을 이용했고, 55.5%가 자가용을 이용했다.

## 종교
2000년 인구 조사에서 3,239명(63.8%)이 로마 가톨릭 신자이고, 957명(18.8%)이 스위스 개혁 교회에 속해 있다. 나머지 인구 중 크리스찬 가톨릭 교회 신자는 3명(전체 인구의 약 0.06%)이었다.